# Landgericht Kleve

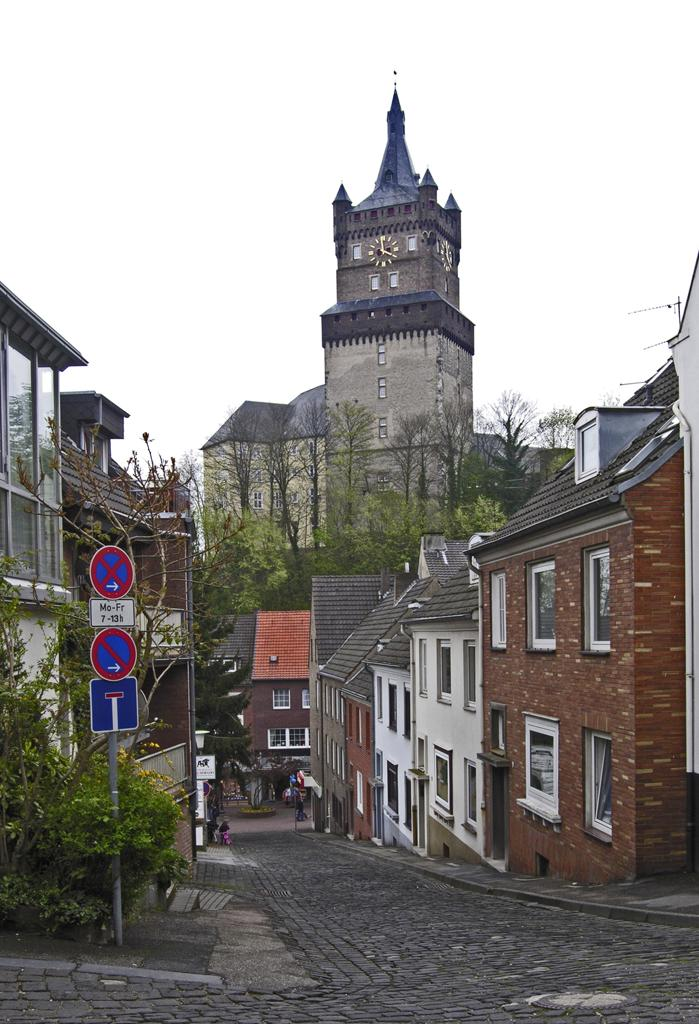
Gerichtsgebäude Schwanenburg

Das Landgericht Kleve ist ein Gericht der ordentlichen Gerichtsbarkeit und eines von sechs Landgerichten im Bezirk des Oberlandesgerichts Düsseldorf. Das Landgericht Kleve existiert unter diesem Namen seit 1820.

## Gerichtssitz und -bezirk
Sitz des Gerichts ist Kleve in Nordrhein-Westfalen. Der Gerichtsbezirk ist mit rund 1.669 km² der größte im Oberlandesgerichtsbezirk Düsseldorf und umfasst den Kreis Kleve, sowie vom Kreis Wesel die Gemeinden Moers, Neukirchen-Vluyn, Alpen, Kamp-Lintfort, Rheinberg, Sonsbeck und Xanten.

## Gebäude
Das Gericht ist im Gebäude Schloßberg 1 untergebracht. Eine auswärtige Strafkammer tagt im Gebäude des Amtsgerichts Moers in der Haagstraße 7 in Moers.

## Geschichte
Das Landgericht Cleve existiert unter diesem Namen seit 1820. In der damaligen preußischen Rheinprovinz galt die französische Gerichtsorganisation weiter. Der Appellationsgerichtshof Köln hatte dort die Funktion des Appellationsgerichtes. Die ihm untergeordneten Gerichte trugen nicht die Bezeichnung Kreisgericht, sondern Landgericht. Dem Landgericht Cleve waren folgende Friedensgerichte als Gerichte erster Instanz untergeordnet:
| Friedensgericht             | Sitz        |
| --------------------------- | ----------- |
| Friedensgericht Cleve       | Kleve       |
| Friedensgericht Dülsen      | Duiven      |
| Friedensgericht Geldern     | Geldern     |
| Friedensgericht Goch        | Goch        |
| Friedensgericht Kempen      | Kempen      |
| Friedensgericht Lobberich   | Lobberich   |
| Friedensgericht Meurs       | Meurs       |
| Friedensgericht Rheinberg   | Rheinberg   |
| Friedensgericht Wachtendorf | Wachtendorf |
| Friedensgericht Xanten      | Xanten      |

## Über- und nachgeordnete Gerichte
Das dem Landgericht Kleve übergeordnete Oberlandesgericht ist das Oberlandesgericht Düsseldorf. Nachgeordnet sind die Amtsgerichte Emmerich, Geldern, Kleve, Moers und Rheinberg.